# Enrique Landó
Enrique Óscar «Kike» Landó Meyer (Asunción; 26 de octubre de 1962-ib., 28 de octubre de 2013), fue un conocido chef paraguayo que pasó por varios programas de televisión. Es hermano de la presentadora de televisión Bibi Landó, hijo de la escritora Marta Meyer de Landó y tío del youtuber Paul Landó de quien además era su padrino.

## Biografía
Nació en Asunción, Paraguay el 26 de octubre de 1962. Cursó sus estudios en el tradicional colegio San José. Luego de recibirse, decidió hacer un viaje a Madrid, España para estudiar Hotelería y Turismo. Sin contarle a su familia decidió cambiar de carrera y estudió cocina. Sin esperarlo, esa carrera se convertiría en lo que lo haría conocido en todo el territorio paraguayo.

Tuvo dos matrimonios; en 1992 se casó con Silvia Betancourt de nacionalidad peruana con quien tuvo un hijo llamado Enrique Landó (homónimo) y en 1999 con Ercilia Domaniczky de nacionalidad paraguaya con quien tuvo dos hijos, María Sol Landó y Andreas Landó. 

## Carrera en medios de comunicación paraguayos
Por muchos años fue chef en programas de televisión de los canales Telefuturo, Red Guaraní y La Tele.
En 2003 estuvo como cocinero en el programa Sal y Pimienta en reemplazo de Santiango Montañez y también en Vive la vida por Telefuturo desde 2003 hasta 2006 con el segmento de cocina "Cocinando con Knorr", en 2007 se integró a Canal 13 como cocinero en el programa Mañana Express pero por la crisis económica del canal y posterior venta del canal a Christian Chena fue cancelado en junio de 2007 y dejó el canal ese mismo año, en 2008 hasta 2010 fue cocinero en el programa Buen Día Paraguay por Paravisión, en 2011 hasta 2013 fue cocinero recurrente en el programa Ricos y Sabrosos por Canal 13 cuando reemplazaba a Rodolfo Angenscheidt, Su último programa de televisión fue "Bien Temprano" en Canal 13. También fue embajador de Teletón en Paraguay y formaba parte del equipo de famosos de las transmisiones televisivas anuales de Teletón.
Trabajó con las más grandes personalidades de la televisión paraguaya como Rubén Rodríguez, Sannie López Garelli, Menchi Barriocanal, entre otros.

## Chef
Además de ser una personalidad de los medios de comunicación, abrió varios restaurantes en las ciudades de Asunción y San Bernardino. Su especialización era la cocina internacional. Fue propietario de restaurantes de comida española, árabe e italiana.

## Fallecimiento
El 28 de octubre de 2013, luego de complicaciones del cáncer de hígado que sufría, falleció en el hospital Bautista de Asunción. Estuvo en terapia intensiva y llegó a bajar 40 kilos por culpa de la enfermedad. Tras su muerte, los medios que alguna vez lo acogieron, lo recordaron, así como también el público paraguayo a través de las redes sociales.

## Carrera Televisiva
- Sal y Pimienta (2003-2004) Telefuturo
- Vive La Vida (2003-2006)
- Mañana Express (2007) Canal 13
- Buen Día Paraguay (2008-2010) Paravisión
- Teletón Paraguay (2008-2012) Todos Los Canales
- Ricos y Sabrosos (2010-2013) Canal 13
- Bien Temprano (2012-2013) Canal 13